# Szilveszter László Szilárd
Szilveszter László Szilárd (Marosvásárhely, 1976. március 25.) irodalomtörténész, egyetemi oktató.

## Életút
Szilveszter András és Szilveszter Julianna gyermekeként született. Tanulmányait a marosvásárhelyi Bolyai Farkas Elméleti Líceumban (1994), majd a kolozsvári Babeș–Bolyai Tudományegyetem pedagógia-magyar szakán végezte 1999-ben. Ugyanitt szerzett magiszteri fokozatot (2002), majd doktori címet 2008-ban, Cs. Gyimesi Éva irányításával. 
A kétezres évek eleje óta 5 szakkönyve és számos irodalomtörténeti, retorikatörténeti és pedagógiai témájú tanulmánya jelent meg különböző folyóiratokban, tanulmánykötetekben. 1999–2009 között magyar nyelv és irodalom szakos tanár Marosvásárhelyen, 2009-től a BBTE Pedagógia és Alkalmazott Didaktika Intézetének egyetemi adjunktusaként, majd docenseként magyar irodalmat, gyermekirodalmat, nyelvtant és neveléstörténetet tanít.
Kutatási területei: a XX. századi és a kortárs magyar líra; a magyar irodalom tanításának módszertana; hatékony tanulási módszerek, technikák.

## Kötetek
- Transzcendencia és idegenség a XX. és XXI. századi magyar költészetben. Egyetemi Műhely Kiadó, Kolozsvár, 2022
- Félúton Ég és Föld között. Identitásalakzatok a második világháború utáni erdélyi lírában. MMA MMKI – L’Harmattan, Budapest, 2016
- Értékválság és értékváltás… Szemelvények az elmúlt száz év magyar költészetéből. UArt-Press – Presa Universitară Clujeană, Kolozsvár, 2013
- Az irónia nyelve a két világháború közötti magyar lírában. Editura Didactică și Pedagogică R. A., Bukarest, 2012
- „Festett az arcom nékem is…” (Irónia a modern és posztmodern költészetben). Mentor Kiadó, Marosvásárhely, 2009

## Írásai nyomtatásban